# 蘇埃羅科查湖 (瓦良卡區)
10°02′4.6″S 76°58′15.5″W / 10.034611°S 76.970972°W
蘇埃羅科查湖（Suerococha），是秘魯的湖泊，位於該國北部安卡什大區，由博洛涅西省的瓦良卡區負責管轄，處於潘帕科查湖附近，面積0.04平方公里，海拔高度4,450米。